# Тімірязєвське
Тіміря́зєвське (рос. Тимирязевское) — село у складі Томського міського округу Томської області, Росія.
Стара назва — Тімірязєвський.

## Населення
Населення — 6406 осіб (2010; 6211 у 2002).
Національний склад (станом на 2002 рік):
- росіяни — 93 %